# Кошкарбай (Зерендинський район)
Кошкарба́й (каз. Қошқарбай) — село у складі Зерендинського району Акмолинської області Казахстану. Входить до складу Троїцького сільського округу.
Населення — 134 особи (2021; 207 у 2009, 210 у 1999, 67 у 1989).
Національний склад станом на 1989 рік:
- казахи — 100 %.

## Відомі особистості
В поселенні народилась:
- Кожахметова Магіра Даулетбековна (* 1946) — казаська журналістка.